# Báthory István Alapítvány
A Báthory István Alapítvány (BIA) 1992-ben alakult és került bírósági bejegyzésre Szilágysomlyón, Báthory István erdélyi fejedelem és lengyel király szülővárosában. Alapító tagok lehettek (a tényleges alapítókon kívül) mindazok, akik az 1992-es év folyamán egészben vagy részletekben befizettek egy bizonyos, az Alapítvány által meghatározott összeget.

## Kezdetek

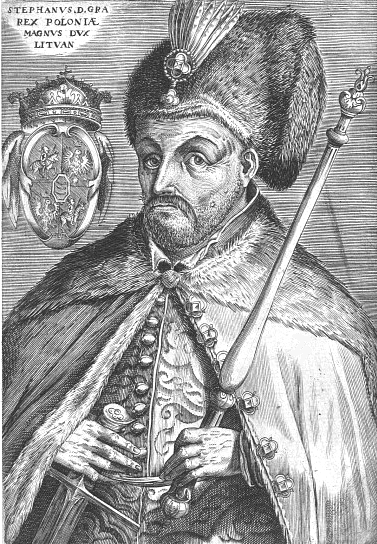
Báthory István erdélyi fejedelem (1571–1586), Lengyelország királya (1576–1586)

Az 1989-es események után az RMDSz helyi szervezetében felmerült a kérdés, hogy mit tehetnének a romániai, s szűkebben a szilágysági magyar nemzeti közösségért. Közös gondolat volt, hogy fel kell éleszteni és erősíteni kell, főleg a fiatalokban a magyarságtudatot, az érdeklődést a részben agyonhallgatott, részben meghamisított nemzeti múlt és történelem iránt, át kell menteni a következő generációknak a szellemi és tárgyi, kulturális örökséget. Ezen törekvések mentén született meg a Báthory István Alapítvány gondolata.
Az alapítvány gondolatának támogatására levelezés indult. Erkölcsi hozzájárulásukat aláírásával biztosította dr. Bocskai István egyetemi tanár (Marosvásárhely), Bokor András újságíró (Nagyvárad), Benkő Samu akadémikus (Kolozsvár), Csoóri Sándor költő, a Magyarok Világszövetségének akkori elnöke, dr. Dóczi Pál nyugalmazott orvosprofesszor (Marosvásárhely), id. dr. Entz Géza művészettörténész és fia, ifj. Entz Géza történész (Budapest), Faragó József akadémikus (Kolozsvár), Fehér János egyetemi tanár (Craiova), dr. Gaál Mihály nyírbátori alpolgármester, Habsburg Ottó, az Európa-parlament tagja, Imreh István akadémikus (Kolozsvár), Halász György muzeológus (Budapest), Jakó Zsigmond akadémikus (Kolozsvár), Kása Zoltán egyetemi tanár (Kolozsvár), Pap Zoltán és Péter Mihály egyetemi tanárok (Marosvásárhely), Ráday Mihály országgyűlési képviselő (Budapest), Spielman Mihály könyvtáros (Marosvásárhely), Szabad György, akkori parlamenti házelnök (Budapest), Tempfli József római katolikus megyés püspök (Nagyvárad), Tőkés László református püspök (Nagyvárad).
Az alapító okirat szövegét dr. Széman Péter készítette el, majd egy szűkebb bizottsági tárgyalás után, 1992. június 29-re készen állt a szöveg. Az (akkor még) állami közjegyzőségen aláírásukkal hitelesítették az okiratot: dr. Széman Péter, Balogh Sándor, Fodor István, Mártonffy István, Acsádi Elek, Lőrincz Ferenc Ottó, Mike Zoltán, Tőtős Árpád, dr. Hajdu Attila, dr. Bereczki Sándor, Joikits Attila, Nagy Mihály, Kiss Zoltán, Oláh János, Farmati Gyula és Szőnyi József; rajtuk kívül álló okokból nem tudtak megjelenni, de alapító tagoknak számítanak: dr. Veress István, Szabó István, Vida Gyula, Nagy Lajos Károly, Sallay Károly.
A bírósági bejegyzés véglegessé válása után az alapító tagok megválasztották a tizenöt tagú kuratóriumot (Acsádi Elek, Balogh Sándor, Bereczki Sándor, Farnas Géza, Hajdu Attila, Joikits Attila, Kiss Zoltán, Mártonffy István, Lőrincz Ferenc Ottó, Mike Zoltán, Nagy MIhály, Simonffi Irén, Széman Péter, Szőnyi Józseg és Veress István. A kuratóriumi tagok (az alapszabályzat értelmében) három évre háromtagú elnökséget választottak, Balogh Sándor (elnök), Acsádi Elek, Széman Péter alelnökök. Az adminisztratív munkálatokat Rencsik Ágnes (könyvelő), Schönstein Kornélia (titkárnő) és Tőtős Árpád (pénztáros) látták el.

## Az Alapítvány célja
Az alapszabályzat szerint a BIA célja a névadó fejedelem szellemi örökségének ápolása és a vele kapcsolatos műemlékek gondozása, restaurálása és fejlesztése. Az alapítvány ezzel is elő kívánja segíteni az Erdélyben élő népek kulturális, szellemi és anyagi örökségének megőrzését az itt élő népek közös hasznára.
Az Alapítvány támogatja a Báthory István kulturális örökségével kapcsolatos rendezvények megszervezését és lebonyolítását, a szilágysomlyói Báthory-vár állagmegóvását, restaurálását és hasznosítását. (...) Az alapítvány mentes minden politikai, ideológiai, nemzeti, hitbéli vagy egyéb kizárólagosságoktól és működése során kerüli az emberek bármilyen megkülönböztetését származásuk vagy az alapítványi célokat egyébként elfogadó nézeteik alapján.
Az alapítvány célja továbbá a diákok támogatása is, ezért minden esztendőben átadja a Báthory Díjat, melyet a tanárok és az iskolaszék javaslata alapján ítél oda a kuratórium.

## Az Alapítvány felépítése
Az Alapítványt egy kuratórium kezeli. A kuratórium 15 tagból álló testület, tagjai közül elnököt és szükség szerint további tisztségviselőket választ. A kuratórium félévente legalább egyszer ülést tart. Az ülést az elnök hívja össze és vezeti. Ha ez nem történne meg határidőben úgy az ülést bármelyik három kuratóriumi tag összehívhatja.

### Elnökség
(A 2016. július 19-i tisztújító közgyűlésen megválasztott elnökség.)
- Elnök: Széman Péter
- Alelnökök: Acsádi Annamária, Lőrincz Attila

### Kuratórium
(A 2016. július 19-i tisztújító közgyűlésen megválasztott kuratórium.)

#### Delegált kuratóriumi tagok
- EMKE Szilágysomlyó és környéke szervezete: Széman Rózsa
- Erdélyi Múzeum-Egyesület szilágysomlyói csoportja: Széman Péter
- Játékkuckó: Bara Jusztina, Szodorai Melinda
- Református egyházközség: Mike Zoltán †
- Római katolikus plébánia: Rusz Kun László
- RMDSz szilágysomlyói szervezete: Vida János Antal
- Romániai Magyar Pedagógusok Szövetsége szilágysomlyói szervezete: Kovács Zoltán

#### Választott tagok
- Acsádi Annamária
- Erdei János
- Gáspár György
- Kozma Gábor
- Leopold István
- Lőrincz Attila
- Pocsveiler Ilona
- Sallay Károly
- Szígyártó István

## Az Alapítvány működése, rendezvényei
A megyében elsőként, 1993-ban a BIA szervezett kulturális és tudományos – magyarságtudatot erősítő – megemlékező napokat, melyet azóta is minden évben megrendeznek, Báthory Napok névvel, szeptember utolsó hétvégéjén (Báthory István 1533. szeptember 27-én született). Már a kezdetektől a magas szintű tudományt és kultúrát törekedett pártolni, de ez a törekvés csak a második-harmadik Báthory Napokra vált hitvallássá.
A Napok keretében orvostovábbképzés is folyik, 1994 óta (köztük az 1998-as emlékezetes magyar és román egészségügyi miniszterek találkozójával), valamint több kevesebb rendszerességgel pedagógus találkozó (továbbképző), és 2003-tól néptánctalálkozó, ifjúsági Báthory Nap.
Az Alapítvány eddigi működése során sokrétű tevékenységet folytatott és számos eredményt ért el. 1998-ban sikerült létrehozni a Báthory István Anyanyelvi Könyvtárat, amely 2006-tól már az önálló magyar tannyelvű iskolát is szolgálja. Pillanatnyi kötetszáma 10.000 cím körül van, 420 beiratkozott taggal. Jelenleg – a jobb kihasználás érdekében – már két helyen, az iskolában és a székházban működik. Minden esztendőben odaítélik a könyvtár leghűségesebb olvasója díjat (könyvjutalmat), felnőtt és ifjúsági kategóriában.
Az Alapítvány legnagyobb rendezvénye értelemszerűen a Báthory Napok, de minden évben figyelemmel követi az évfordulós naptárt és megemlékezik elődeinkről (Kossuth év, Balassi év, Bartók év, Kazinczy év, Rákóczi év stb.). A Napok programfüzete minden évben jelentős, tematikus cikkek jelennek meg benne és a Szilágysági Magyarok díjazottjainak méltatása is. Eddig több mint 60 Szilágysági Magyarok díszoklevelet adott át a BIA. A sorozat emléket kíván állítani minden Szilágyságban élő, vagy onnan elszármazott magyarnak, aki a szakmájában, közéleti munkásságával, emberi magatartásával jelentősebb érdemeket szerzett és tenni tudott a szülőföldért is, így járulva hozzá a szilágysági táj hírnevének öregbítéséhez.
Ugyanakkor vannak visszatérő programok: március 15-e megünneplése, a Báthory Könyvtár Napja, Báthory Napok, Karácsonyi könyvvásár, valamint könyvbemutatók, és több saját kiadványa is van az Alapítványnak.
Az Alapítvány keretein belül működik a Játékkuckó játszóház, mely iskolaidőben heti rendszerességgel jelentkezik, magyar jeles napok, népszokások köré szerveződő kézműves tevékenységgel, és a Szederinda hagyományőrző citeracsoport, melynek útjai már az országhatárokon is túlnyúlnak: a környező települések város- és falunapjain kívül felléptek, fellépnek a Tövisháti Napokon, a debreceni Nemzetközi Betlehemes találkozón, a Magyar Kultúra Alapítvány húsvéti és karácsonyi népszokásokat bemutató programjain, valamint műsoraikat Tenkén, Sopronban, Bécsben, Mosonmagyaróváron, Tiszaföldváron, Kolozsváron, Temesváron stb. is bemutatták.

### A BIA által állított emlékjelek
- 1993: kétnyelvű (magyar-román) Báthory-emléktábla a római katolikus templom falán
- 1995: Mártonfi István emléktábla
- 1996: honfoglalási emléktábla
- 1998: 1848-as emléktábla
- 2000: lengyel nyelvű Báthory-emléktábla a római katolikus templom falán
- 2001: Báthory-szobor
- 2001: Szilágysomlyó fennállásának 750. évfordulójának emléktáblája
- 2006: 1956-os emléktábla

## Külső hivatkozás
- A Báthory István Alapítvány honlapja